# Podsumowanie startów zespołów Formuły 1, które korzystały z silników Renault
W Formule 1 startowało siedem zespołów korzystających z silników Renault.

## Wyniki

### Lotus
| Legenda oznaczeń w tabelach wyników Wyświetl szablon na nowej stronie | Legenda oznaczeń w tabelach wyników Wyświetl szablon na nowej stronie                                                                     |
| Oznaczenie                                                            | Wyjaśnienie |
| --------------------------------------------------------------------- | --- |
| Złoty                                                                 | Zwycięzca lub mistrzostwo |
| Srebrny                                                               | 2. miejsce lub wicemistrzostwo |
| Brązowy                                                               | 3. miejsce lub II wicemistrzostwo |
| Zielony                                                               | Ukończył, punktował (w klasyfikacji generalnej, gdy zdobył co najmniej jeden punkt na przestrzeni sezonu, poza trzema powyższymi opcjami) |
| Niebieski                                                             | Ukończył, nie punktował (w klasyfikacji generalnej, gdy nie zdobył co najmniej jednego punktu na przestrzeni sezonu)                      |
| Czerwony                                                              | Nie zakwalifikował się (NZ) |
| Czerwony                                                              | Nie prekwalifikował się (NPK) |
| Różowy                                                                | Nie ukończył (NU) |
| Różowy                                                                | Niesklasyfikowany (NS) (w klasyfikacji generalnej, gdy nie został sklasyfikowany w żadnym wyścigu sezonu)                                 |
| Czarny                                                                | Zdyskwalifikowany (DK) |
| Czarny                                                                | Wykluczony (WYK/EX) |
| Biały                                                                 | Nie wystartował (NW) |
| Biały                                                                 | Kontuzjowany (K/INJ) |
| Biały                                                                 | Wyścig odwołany (OD/C) |
| Bez koloru                                                            | Został wycofany (WYC/WD) |
| Bez koloru                                                            | Nie przybył (NP/DNA) |
| Bez koloru                                                            | Nie brał udziału w treningach (NT/DNP) |
| Bez koloru                                                            | Nie został zgłoszony (–) |
| Pogrubienie                                                           | Start z pole position |
| Kursywa                                                               | Najszybsze okrążenie wyścigu |
| †                                                                     | Nie ukończył, ale jego rezultat został zaliczony ze względu na przejechanie więcej niż 90% dystansu wyścigu.                              |
| *                                                                     | Sezon w trakcie |
| 1/2/3                                                                 | Punktowana pozycja w sprincie kwalifikacyjnym                                                                                             |
| Lista systemów punktacji Formuły 1                                    | |

| 1983                                                                        | Lotus-Renault | Nigel Mansell     | Lotus 92 | Lotus 92 | Lotus 92 | Lotus 92 | Lotus 92 | Lotus 92 | Lotus 92 | Lotus 92 | 4   | NU  | 5   | NU  | 8   | 3   | NU  |     |     |     |     | 10     | 13      | 12     | 8       |
| 1983                                                                        | Lotus-Renault | Elio de Angelis   | Lotus 91 | NU       | NU       | NU       | 9        | NU       | NU       | NU       | NU  | NU  | NU  | NU  | 5   | NU  | NU  |     |     |     |     | 2      | 18      | 12     | 8       |
| Sezon                                                                       | Konstruktor   | Kierowcy          | BRA      | RPA      | BEL      | SMR      | FRA      | MCO      | CAN      | USE      | USA | GBR | DEU | AUS | NLD | ITA | EUR | POR |     |     |     | Punkty | Pozycja | Punkty | Pozycja |
| 1984                                                                        | Lotus-Renault | Elio de Angelis   | 3        | 7        | 5        | 3        | 5        | 5        | 4        | 2        | 3   | 4   | NU  | NU  | 4   | NU  | NU  | 5   |     |     |     | 34     | 3       | 47     | 3       |
| 1984                                                                        | Lotus-Renault | Nigel Mansell     | NU       | NU       | NU       | NU       | 3        | NU       | 6        | NU       | 6   | NU  | 4   | NU  | 3   | NU  | NU  | NU  |     |     |     | 13     | 9       | 47     | 3       |
| Sezon                                                                       | Konstruktor   | Kierowcy          | BRA      | POR      | SMR      | MON      | CAN      | USE      | FRA      | GBR      | GER | AUT | NED | ITA | BEL | EUR | RSA | AUS |     |     |     | Punkty | Pozycja | Punkty | Pozycja |
| 1985                                                                        | Lotus-Renault | Elio de Angelis   | 3        | 4        | 1        | 3        | 5        | 5        | 5        | NS       | NU  | 5   | 5   | 6   | NU  | 5   | NU  | DK  |     |     |     | 33     | 5       | 71     | 4       |
| 1985                                                                        | Lotus-Renault | Ayrton Senna      | NU       | 1        | 7        | NU       | 16       | NU       | NU       | 10       | NU  | 2   | 3   | 3   | 1   | 2   | NU  | NU  |     |     |     | 38     | 4       | 71     | 4       |
| Sezon                                                                       | Konstruktor   | Kierowcy          | BRA      | ESP      | SMR      | MON      | BEL      | CAN      | USE      | FRA      | GBR | GER | HUN | AUT | ITA | POR | MEX | AUS |     |     |     | Punkty | Pozycja | Punkty | Pozycja |
| 1986                                                                        | Lotus-Renault | Johnny Dumfries   | 9        | NU       | NU       | NU       | NU       | NU       | 7        | NU       | 7   | NU  | 5   | NU  | NU  | 9   | NU  | 6   |     |     |     | 3      | 13      | 58     | 3       |
| 1986                                                                        | Lotus-Renault | Ayrton Senna      | 2        | 1        | NU       | 3        | 2        | 5        | 1        | NU       | NU  | 2   | 2   | NU  | NU  | 4   | 3   | NU  |     |     |     | 55     | 4       | 58     | 3       |
| W latach 1987-2010 Renault nie dostarczało silników dla Lotusa w Formule 1. |               |                   |          |          |          |          |          |          |          |          |     |     |     |     |     |     |     |     |     |     |     |        |         |        |         |
| Sezon                                                                       | Konstruktor   | Kierowcy          | AUS      | MYS      | CHN      | TUR      | ESP      | MCO      | CAN      | EUR      | GBR | DEU | HUN | BEL | ITA | SGP | JPN | KOR | IND | ARE | BRA | Punkty | Pozycja | Punkty | Pozycja |
| 2011                                                                        | Lotus-Renault | Heikki Kovalainen | NU       | 15       | 16       | 19       | NU       | 14       | NU       | 19       | NU  | 20  | NU  | 15  | 13  | 16  | 18  |     |     |     |     | 0      | 22      | 0      | 10      |
| 2011                                                                        | Lotus-Renault | Jarno Trulli      | 13       | NU       | 19       | 18       | 18       | 13       | 16       | 20       | NU  | -   | NU  | 14  | 14  | NU  | 19  |     |     |     |     | 0      | 21      | 0      | 10      |
| 2011                                                                        | Lotus-Renault | Karun Chandhok    | -        | -        | -        | -        | -        | -        | -        | -        | -   | 16  | -   | -   | -   | -   | -   |     |     |     |     | 0      | 28      | 0      | 10      |

### Ligier
| Legenda oznaczeń w tabelach wyników Wyświetl szablon na nowej stronie | Legenda oznaczeń w tabelach wyników Wyświetl szablon na nowej stronie                                                                     |
| Oznaczenie                                                            | Wyjaśnienie |
| --------------------------------------------------------------------- | --- |
| Złoty                                                                 | Zwycięzca lub mistrzostwo |
| Srebrny                                                               | 2. miejsce lub wicemistrzostwo |
| Brązowy                                                               | 3. miejsce lub II wicemistrzostwo |
| Zielony                                                               | Ukończył, punktował (w klasyfikacji generalnej, gdy zdobył co najmniej jeden punkt na przestrzeni sezonu, poza trzema powyższymi opcjami) |
| Niebieski                                                             | Ukończył, nie punktował (w klasyfikacji generalnej, gdy nie zdobył co najmniej jednego punktu na przestrzeni sezonu)                      |
| Czerwony                                                              | Nie zakwalifikował się (NZ) |
| Czerwony                                                              | Nie prekwalifikował się (NPK) |
| Różowy                                                                | Nie ukończył (NU) |
| Różowy                                                                | Niesklasyfikowany (NS) (w klasyfikacji generalnej, gdy nie został sklasyfikowany w żadnym wyścigu sezonu)                                 |
| Czarny                                                                | Zdyskwalifikowany (DK) |
| Czarny                                                                | Wykluczony (WYK/EX) |
| Biały                                                                 | Nie wystartował (NW) |
| Biały                                                                 | Kontuzjowany (K/INJ) |
| Biały                                                                 | Wyścig odwołany (OD/C) |
| Bez koloru                                                            | Został wycofany (WYC/WD) |
| Bez koloru                                                            | Nie przybył (NP/DNA) |
| Bez koloru                                                            | Nie brał udziału w treningach (NT/DNP) |
| Bez koloru                                                            | Nie został zgłoszony (–) |
| Pogrubienie                                                           | Start z pole position |
| Kursywa                                                               | Najszybsze okrążenie wyścigu |
| †                                                                     | Nie ukończył, ale jego rezultat został zaliczony ze względu na przejechanie więcej niż 90% dystansu wyścigu.                              |
| *                                                                     | Sezon w trakcie |
| 1/2/3                                                                 | Punktowana pozycja w sprincie kwalifikacyjnym                                                                                             |
| Lista systemów punktacji Formuły 1                                    | |

| 1984                                                                         | Ligier-Renault | François Hesnault | NU  | 10  | NU  | NU  | NW  | NU  | NU  | NU  | NU  | NU  | 8   | 8   | 7   | NU  | 10  | NU  | 0      | 21      | 3      | 11      |
| 1984                                                                         | Ligier-Renault | Andrea de Cesaris | NS  | 5   | NU  | 6   | 10  | NU  | NU  | NU  | NU  | 10  | 7   | NU  | NU  | NU  | 7   | 12  | 3      | 16      | 3      | 11      |
| Sezon                                                                        | Konstruktor    | Kierowcy          | BRA | PRT | SMR | MCO | CAN | USE | FRA | GBR | DEU | AUT | NLD | ITA | BEL | EUR | ZAF | AUS | Punkty | Pozycja | Punkty | Pozycja |
| 1985                                                                         | Ligier-Renault | Andrea de Cesaris | NU  | NU  | NU  | 4   | 14  | 10  | NU  | NU  | NU  | NU  | NU  | -   | -   | -   | -   | -   | 3      | 17      | 23     | 6       |
| 1985                                                                         | Ligier-Renault | Philippe Streiff  | -   | -   | -   | -   | -   | -   | -   | -   | -   | -   | -   | 10  | 9   | 8   | WD  | 3   | 4      | 15      | 23     | 6       |
| 1985                                                                         | Ligier-Renault | Jacques Laffite   | 6   | NU  | NU  | 6   | 8   | 12  | NU  | 3   | 3   | NU  | NU  | NU  | 11  | NU  | WD  | 2   | 16     | 9       | 23     | 6       |
| Sezon                                                                        | Konstruktor    | Kierowcy          | BRA | ESP | SMR | MCO | BEL | CAN | USA | FRA | GBR | DEU | HUN | AUT | ITA | PRT | MEX | AUS | Punkty | Pozycja | Punkty | Pozycja |
| 1986                                                                         | Ligier-Renault | René Arnoux       | 4   | NU  | NU  | 5   | NU  | 6   | NU  | 5   | 4   | 4   | NU  | 10  | NU  | 7   | 15  | 7   | 14     | 8       | 29     | 5       |
| 1986                                                                         | Ligier-Renault | Jacques Laffite   | 3   | NU  | NU  | 6   | 5   | 7   | 2   | 6   | NU  | -   | -   | -   | -   | -   | -   | -   | 14     | 9       | 29     | 5       |
| 1986                                                                         | Ligier-Renault | Philippe Alliot   | -   | -   | -   | -   | -   | -   | -   | -   | -   | NU  | 9   | NU  | NU  | NU  | 6   | 8   | 1      | 19      | 29     | 5       |
| W latach 1987-1991 Renault nie dostarczało silników dla Ligiera w Formule 1. |                |                   |     |     |     |     |     |     |     |     |     |     |     |     |     |     |     |     |        |         |        |         |
| Sezon                                                                        | Konstruktor    | Kierowcy          | ZAF | MEX | BRA | ESP | SMR | MCO | CAN | FRA | GBR | DEU | HUN | BEL | ITA | PRT | JAP | AUS | Punkty | Pozycja | Punkty | Pozycja |
| 1992                                                                         | Ligier-Renault | Thierry Boutsen   | NU  | 10  | NU  | NU  | NU  | 12  | 10  | NU  | 10  | 7   | NU  | NU  | NU  | 8   | NU  | 5   | 2      | 14      | 6      | 7       |
| 1992                                                                         | Ligier-Renault | Érik Comas        | 7   | 9   | NU  | NU  | 9   | 10  | 6   | 5   | 8   | 6   | NU  | -   | NU  | NU  | NU  | NU  | 4      | 11      | 6      | 7       |
| Sezon                                                                        | Konstruktor    | Kierowcy          | ZAF | BRA | EUR | SMR | ESP | MCO | CAN | FRA | GBR | DEU | HUN | BEL | ITA | PRT | JAP | AUS | Punkty | Pozycja | Punkty | Pozycja |
| 1993                                                                         | Ligier-Renault | Martin Brundle    | NU  | NU  | NU  | 3   | NU  | 6   | 5   | 5   | 14  | 8   | 5   | 7   | NU  | 6   | 9   | 6   | 13     | 7       | 23     | 5       |
| 1993                                                                         | Ligier-Renault | Mark Blundell     | 3   | 5   | NU  | NU  | 7   | NU  | NU  | NU  | 7   | 3   | 7   | 11  | NU  | NU  | 7   | 9   | 10     | 10      | 23     | 5       |
| Sezon                                                                        | Konstruktor    | Kierowcy          | BRA | PAC | SMR | MCO | ESP | CAN | FRA | GBR | DEU | HUN | BEL | ITA | PRT | EUR | JAP | AUS | Punkty | Pozycja | Punkty | Pozycja |
| 1994                                                                         | Ligier-Renault | Éric Bernard      | NU  | 10  | 12  | NU  | 8   | 13  | NU  | 13  | 3   | 10  | 10  | 7   | 10  | -   | -   | -   | 4      | 21      | 13     | 7       |
| 1994                                                                         | Ligier-Renault | Johnny Herbert    | -   | -   | -   | -   | -   | -   | -   | -   | -   | -   | -   | -   | -   | 8   | -   | -   | 0      | 26      | 13     | 7       |
| 1994                                                                         | Ligier-Renault | Franck Lagorce    | -   | -   | -   | -   | -   | -   | -   | -   | -   | -   | -   | -   | -   | -   | NU  | 11  | 0      | 33      | 13     | 7       |
| 1994                                                                         | Ligier-Renault | Olivier Panis     | 11  | 9   | 11  | 9   | 7   | 12  | NU  | 12  | 2   | 6   | 7   | 10  | DSQ | 9   | 11  | 5   | 9      | 11      | 13     | 7       |

### Tyrrell
| Legenda oznaczeń w tabelach wyników Wyświetl szablon na nowej stronie | Legenda oznaczeń w tabelach wyników Wyświetl szablon na nowej stronie                                                                     |
| Oznaczenie                                                            | Wyjaśnienie |
| --------------------------------------------------------------------- | --- |
| Złoty                                                                 | Zwycięzca lub mistrzostwo |
| Srebrny                                                               | 2. miejsce lub wicemistrzostwo |
| Brązowy                                                               | 3. miejsce lub II wicemistrzostwo |
| Zielony                                                               | Ukończył, punktował (w klasyfikacji generalnej, gdy zdobył co najmniej jeden punkt na przestrzeni sezonu, poza trzema powyższymi opcjami) |
| Niebieski                                                             | Ukończył, nie punktował (w klasyfikacji generalnej, gdy nie zdobył co najmniej jednego punktu na przestrzeni sezonu)                      |
| Czerwony                                                              | Nie zakwalifikował się (NZ) |
| Czerwony                                                              | Nie prekwalifikował się (NPK) |
| Różowy                                                                | Nie ukończył (NU) |
| Różowy                                                                | Niesklasyfikowany (NS) (w klasyfikacji generalnej, gdy nie został sklasyfikowany w żadnym wyścigu sezonu)                                 |
| Czarny                                                                | Zdyskwalifikowany (DK) |
| Czarny                                                                | Wykluczony (WYK/EX) |
| Biały                                                                 | Nie wystartował (NW) |
| Biały                                                                 | Kontuzjowany (K/INJ) |
| Biały                                                                 | Wyścig odwołany (OD/C) |
| Bez koloru                                                            | Został wycofany (WYC/WD) |
| Bez koloru                                                            | Nie przybył (NP/DNA) |
| Bez koloru                                                            | Nie brał udziału w treningach (NT/DNP) |
| Bez koloru                                                            | Nie został zgłoszony (–) |
| Pogrubienie                                                           | Start z pole position |
| Kursywa                                                               | Najszybsze okrążenie wyścigu |
| †                                                                     | Nie ukończył, ale jego rezultat został zaliczony ze względu na przejechanie więcej niż 90% dystansu wyścigu.                              |
| *                                                                     | Sezon w trakcie |
| 1/2/3                                                                 | Punktowana pozycja w sprincie kwalifikacyjnym                                                                                             |
| Lista systemów punktacji Formuły 1                                    | |

| Sezon | Konstruktor     | Kierowcy         | Wyniki w poszczególnych eliminacjach | Wyniki w poszczególnych eliminacjach | Wyniki w poszczególnych eliminacjach | Wyniki w poszczególnych eliminacjach | Wyniki w poszczególnych eliminacjach | Wyniki w poszczególnych eliminacjach | Wyniki w poszczególnych eliminacjach | Wyniki w poszczególnych eliminacjach | Wyniki w poszczególnych eliminacjach | Wyniki w poszczególnych eliminacjach | Wyniki w poszczególnych eliminacjach | Wyniki w poszczególnych eliminacjach | Wyniki w poszczególnych eliminacjach | Wyniki w poszczególnych eliminacjach | Wyniki w poszczególnych eliminacjach | Wyniki w poszczególnych eliminacjach | Wyniki kierowców | Wyniki kierowców | Wyniki konstruktora | Wyniki konstruktora |
| Sezon | Konstruktor     | Kierowcy         | BRA                                  | PRT                                  | SMR                                  | MCO                                  | CAN                                  | USE                                  | FRA                                  | GBR                                  | DEU                                  | AUT                                  | NLD                                  | ITA                                  | BEL                                  | EUR                                  | ZAF                                  | AUS                                  | Punkty           | Pozycja          | Punkty              | Pozycja             |
| ----- | --------------- | ---------------- | ------------------------------------ | ------------------------------------ | ------------------------------------ | ------------------------------------ | ------------------------------------ | ------------------------------------ | ------------------------------------ | ------------------------------------ | ------------------------------------ | ------------------------------------ | ------------------------------------ | ------------------------------------ | ------------------------------------ | ------------------------------------ | ------------------------------------ | ------------------------------------ | ---------------- | ---------------- | ------------------- | ------------------- |
| 1985  | Tyrrell-Renault | Martin Brundle   | 8                                    | NU                                   | 9                                    | 10                                   | 12                                   | NU                                   | NU                                   | 7                                    | 10                                   | NZ                                   | 7                                    | 8                                    | 13                                   | NU                                   | 7                                    | NS                                   | 0                | 25               | 7                   | 9                   |
| 1985  | Tyrrell-Renault | Stefan Johansson | 7                                    | -                                    | -                                    | -                                    | -                                    | -                                    | -                                    | -                                    | -                                    | -                                    | -                                    | -                                    | -                                    | -                                    | -                                    | -                                    | 0 (26)           | 7                | 7                   | 9                   |
| 1985  | Tyrrell-Renault | Stefan Bellof    | -                                    | 6                                    | NU                                   | NZ                                   | 11                                   | 4                                    | 13                                   | 11                                   | 8                                    | 7                                    | NU                                   | -                                    | -                                    | -                                    | -                                    | -                                    | 4                | 16               | 7                   | 9                   |
| 1985  | Tyrrell-Renault | Ivan Capelli     | -                                    | -                                    | -                                    | -                                    | -                                    | -                                    | -                                    | -                                    | -                                    | -                                    | -                                    | -                                    | -                                    | NU                                   | -                                    | 4                                    | 3                | 18               | 7                   | 9                   |
| 1985  | Tyrrell-Renault | Philippe Streiff | -                                    | -                                    | -                                    | -                                    | -                                    | -                                    | -                                    | -                                    | -                                    | -                                    | -                                    | -                                    | -                                    | -                                    | NU                                   | -                                    | 4                | 15               | 7                   | 9                   |
| Sezon | Konstruktor     | Kierowcy         | BRA                                  | ESP                                  | SMR                                  | MCO                                  | BEL                                  | CAN                                  | USA                                  | FRA                                  | GBR                                  | DEU                                  | HUN                                  | AUT                                  | ITA                                  | PRT                                  | MEX                                  | AUS                                  | Punkty           | Pozycja          | Punkty              | Pozycja             |
| 1986  | Tyrrell-Renault | Martin Brundle   | 5                                    | NU                                   | 8                                    | NU                                   | NU                                   | 9                                    | NU                                   | 10                                   | 5                                    | NU                                   | 6                                    | NU                                   | 10                                   | NU                                   | 11                                   | 4                                    | 8                | 11               | 11                  | 7                   |
| 1986  | Tyrrell-Renault | Philippe Streiff | 7                                    | NU                                   | NU                                   | 11                                   | 12                                   | 11                                   | 9                                    | NU                                   | 6                                    | NU                                   | 8                                    | NU                                   | 9                                    | NU                                   | NU                                   | 5                                    | 3                | 13               | 11                  | 7                   |

### Williams
| Legenda oznaczeń w tabelach wyników Wyświetl szablon na nowej stronie | Legenda oznaczeń w tabelach wyników Wyświetl szablon na nowej stronie                                                                     |
| Oznaczenie                                                            | Wyjaśnienie |
| --------------------------------------------------------------------- | --- |
| Złoty                                                                 | Zwycięzca lub mistrzostwo |
| Srebrny                                                               | 2. miejsce lub wicemistrzostwo |
| Brązowy                                                               | 3. miejsce lub II wicemistrzostwo |
| Zielony                                                               | Ukończył, punktował (w klasyfikacji generalnej, gdy zdobył co najmniej jeden punkt na przestrzeni sezonu, poza trzema powyższymi opcjami) |
| Niebieski                                                             | Ukończył, nie punktował (w klasyfikacji generalnej, gdy nie zdobył co najmniej jednego punktu na przestrzeni sezonu)                      |
| Czerwony                                                              | Nie zakwalifikował się (NZ) |
| Czerwony                                                              | Nie prekwalifikował się (NPK) |
| Różowy                                                                | Nie ukończył (NU) |
| Różowy                                                                | Niesklasyfikowany (NS) (w klasyfikacji generalnej, gdy nie został sklasyfikowany w żadnym wyścigu sezonu)                                 |
| Czarny                                                                | Zdyskwalifikowany (DK) |
| Czarny                                                                | Wykluczony (WYK/EX) |
| Biały                                                                 | Nie wystartował (NW) |
| Biały                                                                 | Kontuzjowany (K/INJ) |
| Biały                                                                 | Wyścig odwołany (OD/C) |
| Bez koloru                                                            | Został wycofany (WYC/WD) |
| Bez koloru                                                            | Nie przybył (NP/DNA) |
| Bez koloru                                                            | Nie brał udziału w treningach (NT/DNP) |
| Bez koloru                                                            | Nie został zgłoszony (–) |
| Pogrubienie                                                           | Start z pole position |
| Kursywa                                                               | Najszybsze okrążenie wyścigu |
| †                                                                     | Nie ukończył, ale jego rezultat został zaliczony ze względu na przejechanie więcej niż 90% dystansu wyścigu.                              |
| *                                                                     | Sezon w trakcie |
| 1/2/3                                                                 | Punktowana pozycja w sprincie kwalifikacyjnym                                                                                             |
| Lista systemów punktacji Formuły 1                                    | |

| Sezon | Konstruktor      | Kierowcy              | Wyniki w poszczególnych eliminacjach | Wyniki w poszczególnych eliminacjach | Wyniki w poszczególnych eliminacjach | Wyniki w poszczególnych eliminacjach | Wyniki w poszczególnych eliminacjach | Wyniki w poszczególnych eliminacjach | Wyniki w poszczególnych eliminacjach | Wyniki w poszczególnych eliminacjach | Wyniki w poszczególnych eliminacjach | Wyniki w poszczególnych eliminacjach | Wyniki w poszczególnych eliminacjach | Wyniki w poszczególnych eliminacjach | Wyniki w poszczególnych eliminacjach | Wyniki w poszczególnych eliminacjach | Wyniki w poszczególnych eliminacjach | Wyniki w poszczególnych eliminacjach | Wyniki w poszczególnych eliminacjach | Wyniki kierowców | Wyniki kierowców | Wyniki konstruktora | Wyniki konstruktora |
| Sezon | Konstruktor      | Kierowcy              | BRA                                  | SMR                                  | MCO                                  | MEX                                  | USA                                  | CAN                                  | FRA                                  | GBR                                  | GER                                  | HUN                                  | BEL                                  | ITA                                  | POR                                  | ESP                                  | JPN                                  | AUS                                  |                                      | Punkty           | Pozycja          | Punkty              | Pozycja             |
| ----- | ---------------- | --------------------- | ------------------------------------ | ------------------------------------ | ------------------------------------ | ------------------------------------ | ------------------------------------ | ------------------------------------ | ------------------------------------ | ------------------------------------ | ------------------------------------ | ------------------------------------ | ------------------------------------ | ------------------------------------ | ------------------------------------ | ------------------------------------ | ------------------------------------ | ------------------------------------ | ------------------------------------ | ---------------- | ---------------- | ------------------- | ------------------- |
| 1989  | Williams-Renault | Thierry Boutsen       | NU                                   | 4                                    | 10                                   | NU                                   | 6                                    | 1                                    | NU                                   | 10                                   | NU                                   | 3                                    | 4                                    | 3                                    | NU                                   | NU                                   | 3                                    | 1                                    |                                      | 37               | 5                | 77                  | 2                   |
| 1989  | Williams-Renault | Riccardo Patrese      | 15                                   | NU                                   | 15                                   | 2                                    | 2                                    | 2                                    | 3                                    | NU                                   | 4                                    | NU                                   | NU                                   | 4                                    | NU                                   | 5                                    | 2                                    | 3                                    |                                      | 40               | 3                | 77                  | 2                   |
| Sezon | Konstruktor      | Kierowcy              | USA                                  | BRA                                  | SMR                                  | MCO                                  | CAN                                  | MEX                                  | FRA                                  | GBR                                  | DEU                                  | HUN                                  | BEL                                  | ITA                                  | POR                                  | ESP                                  | JPN                                  | AUS                                  |                                      | Punkty           | Pozycja          | Punkty              | Pozycja             |
| 1990  | Williams-Renault | Thierry Boutsen       | 3                                    | 5                                    | NU                                   | 4                                    | NU                                   | 5                                    | NU                                   | 2                                    | 6                                    | 1                                    | NU                                   | NU                                   | NU                                   | 4                                    | 5                                    | 5                                    |                                      | 34               | 6                | 54                  | 4                   |
| 1990  | Williams-Renault | Riccardo Patrese      | 9                                    | 13                                   | 1                                    | NU                                   | NU                                   | 9                                    | 6                                    | NU                                   | 5                                    | 4                                    | NU                                   | 5                                    | 7                                    | 5                                    | 4                                    | 6                                    |                                      | 23               | 7                | 54                  | 4                   |
| Sezon | Konstruktor      | Kierowcy              | USA                                  | BRA                                  | SMR                                  | MCO                                  | CAN                                  | MEX                                  | FRA                                  | GBR                                  | DEU                                  | HUN                                  | BEL                                  | ITA                                  | PRT                                  | ESP                                  | JPN                                  | AUS                                  |                                      | Punkty           | Pozycja          | Punkty              | Pozycja             |
| 1991  | Williams-Renault | Nigel Mansell         | NU                                   | NU                                   | NU                                   | 2                                    | 6                                    | 2                                    | 1                                    | 1                                    | 1                                    | 2                                    | NU                                   | 1                                    | DK                                   | 1                                    | NU                                   | 2                                    |                                      | 72               | 2                | 125                 | 2                   |
| 1991  | Williams-Renault | Riccardo Patrese      | NU                                   | 2                                    | NU                                   | NU                                   | 3                                    | 1                                    | 5                                    | NU                                   | 2                                    | 3                                    | 5                                    | NU                                   | 1                                    | 3                                    | 3                                    | 5                                    |                                      | 53               | 3                | 125                 | 2                   |
| Sezon | Konstruktor      | Kierowcy              | ZAF                                  | MEX                                  | BRA                                  | ESP                                  | SMR                                  | MCO                                  | CAN                                  | FRA                                  | GBR                                  | DEU                                  | HUN                                  | BEL                                  | ITA                                  | PRT                                  | JPN                                  | AUS                                  |                                      | Punkty           | Pozycja          | Punkty              | Pozycja             |
| 1992  | Williams-Renault | Nigel Mansell         | 1                                    | 1                                    | 1                                    | 1                                    | 1                                    | 2                                    | NU                                   | 1                                    | 1                                    | 1                                    | 2                                    | 2                                    | NU                                   | 1                                    | NU                                   | NU                                   |                                      | 108              | 1                | 164                 | 1                   |
| 1992  | Williams-Renault | Riccardo Patrese      | 2                                    | 2                                    | 2                                    | NU                                   | 2                                    | 3                                    | NU                                   | 2                                    | 2                                    | 8                                    | NU                                   | 3                                    | 5                                    | NU                                   | 1                                    | NU                                   |                                      | 56               | 2                | 164                 | 1                   |
| Sezon | Konstruktor      | Kierowcy              | ZAF                                  | BRA                                  | EUR                                  | SMR                                  | ESP                                  | MON                                  | CAN                                  | FRA                                  | GBR                                  | GER                                  | HUN                                  | BEL                                  | ITA                                  | POR                                  | JPN                                  | AUS                                  |                                      | Punkty           | Pozycja          | Punkty              | Pozycja             |
| 1993  | Williams-Renault | Damon Hill            | NU                                   | 2                                    | 2                                    | NU                                   | NU                                   | 2                                    | 3                                    | 2                                    | NU                                   | 15                                   | 1                                    | 1                                    | 1                                    | 3                                    | 4                                    | 3                                    |                                      | 69               | 3                | 168                 | 1                   |
| 1993  | Williams-Renault | Alain Prost           | 1                                    | NU                                   | 3                                    | 1                                    | 1                                    | 4                                    | 1                                    | 1                                    | 1                                    | 1                                    | 12                                   | 3                                    | 12                                   | 2                                    | 2                                    | 2                                    |                                      | 99               | 1                | 168                 | 1                   |
| Sezon | Konstruktor      | Kierowcy              | BRA                                  | PAC                                  | SMR                                  | MCO                                  | ESP                                  | CAN                                  | FRA                                  | GBR                                  | DEU                                  | HUN                                  | BEL                                  | ITA                                  | POR                                  | EUR                                  | JPN                                  | AUS                                  |                                      | Punkty           | Pozycja          | Punkty              | Pozycja             |
| 1994  | Williams-Renault | Damon Hill            | 2                                    | NU                                   | 6                                    | NU                                   | 1                                    | 2                                    | 2                                    | 1                                    | 8                                    | 2                                    | 1                                    | 1                                    | 1                                    | 2                                    | 1                                    | NU                                   |                                      | 91               | 2                | 118                 | 1                   |
| 1994  | Williams-Renault | Ayrton Senna          | NU                                   | NU                                   | NU                                   |                                      |                                      |                                      |                                      |                                      |                                      |                                      |                                      |                                      |                                      |                                      |                                      |                                      |                                      | 0                | NS               | 118                 | 1                   |
| 1994  | Williams-Renault | David Coulthard       |                                      |                                      |                                      |                                      | NU                                   | 5                                    |                                      | 5                                    | NU                                   | NU                                   | 4                                    | 6                                    | 2                                    |                                      |                                      |                                      |                                      | 8                | 14               | 118                 | 1                   |
| 1994  | Williams-Renault | Nigel Mansell         |                                      |                                      |                                      |                                      |                                      |                                      | NU                                   |                                      |                                      |                                      |                                      |                                      |                                      | NU                                   | 4                                    | 1                                    |                                      | 9                | 13               | 118                 | 1                   |
| Sezon | Konstruktor      | Kierowcy              | BRA                                  | ARG                                  | SMR                                  | ESP                                  | MON                                  | CAN                                  | FRA                                  | GBR                                  | GER                                  | HUN                                  | BEL                                  | ITA                                  | POR                                  | EUR                                  | PAC                                  | JPN                                  | AUS                                  | Punkty           | Pozycja          | Punkty              | Pozycja             |
| 1995  | Williams-Renault | Damon Hill            | NU                                   | 1                                    | 1                                    | 4                                    | 2                                    | NU                                   | 2                                    | NU                                   | NU                                   | 1                                    | 2                                    | NU                                   | 3                                    | NU                                   | 3                                    | NU                                   | 1                                    | 69               | 2                | 118                 | 2                   |
| 1995  | Williams-Renault | David Coulthard       | 2                                    | NU                                   | 4                                    | NU                                   | NU                                   | NU                                   | 3                                    | 3                                    | 2                                    | 2                                    | NU                                   | NU                                   | 1                                    | 3                                    | 2                                    | NU                                   | NU                                   | 49               | 3                | 118                 | 2                   |
| Sezon | Konstruktor      | Kierowcy              | AUS                                  | BRA                                  | ARG                                  | EUR                                  | SMR                                  | MON                                  | ESP                                  | CAN                                  | FRA                                  | GBR                                  | GER                                  | HUN                                  | BEL                                  | ITA                                  | POR                                  | JPN                                  |                                      | Punkty           | Pozycja          | Punkty              | Pozycja             |
| 1996  | Williams-Renault | Damon Hill            | 1                                    | 1                                    | 1                                    | 4                                    | 1                                    | NU                                   | NU                                   | 1                                    | 1                                    | NU                                   | 1                                    | 2                                    | 5                                    | NU                                   | 2                                    | 1                                    |                                      | 97               | 1                | 175                 | 1                   |
| 1996  | Williams-Renault | Jacques Villeneuve    | 2                                    | NU                                   | 2                                    | 1                                    | 11                                   | NU                                   | 3                                    | 2                                    | 2                                    | 1                                    | 3                                    | 1                                    | 2                                    | 7                                    | 1                                    | NU                                   |                                      | 78               | 2                | 175                 | 1                   |
| Sezon | Konstruktor      | Kierowcy              | AUS                                  | BRA                                  | ARG                                  | SMR                                  | MON                                  | ESP                                  | CAN                                  | FRA                                  | GBR                                  | GER                                  | HUN                                  | BEL                                  | ITA                                  | AUT                                  | LUX                                  | JPN                                  | EUR                                  | Punkty           | Pozycja          | Punkty              | Pozycja             |
| 1997  | Williams-Renault | Jacques Villeneuve    | NU                                   | 1                                    | 1                                    | NU                                   | NU                                   | 1                                    | NU                                   | 4                                    | 1                                    | NU                                   | 1                                    | 5                                    | 5                                    | 1                                    | 1                                    | DK                                   | 3                                    | 81               | 1                | 123                 | 1                   |
| 1997  | Williams-Renault | Heinz-Harald Frentzen | 8                                    | 9                                    | NU                                   | 1                                    | NU                                   | 8                                    | 4                                    | 2                                    | NU                                   | NU                                   | NU                                   | 3                                    | 3                                    | 3                                    | 3                                    | 2                                    | 6                                    | 42               | 2                | 123                 | 1                   |

### Benetton
| Legenda oznaczeń w tabelach wyników Wyświetl szablon na nowej stronie | Legenda oznaczeń w tabelach wyników Wyświetl szablon na nowej stronie                                                                     |
| Oznaczenie                                                            | Wyjaśnienie |
| --------------------------------------------------------------------- | --- |
| Złoty                                                                 | Zwycięzca lub mistrzostwo |
| Srebrny                                                               | 2. miejsce lub wicemistrzostwo |
| Brązowy                                                               | 3. miejsce lub II wicemistrzostwo |
| Zielony                                                               | Ukończył, punktował (w klasyfikacji generalnej, gdy zdobył co najmniej jeden punkt na przestrzeni sezonu, poza trzema powyższymi opcjami) |
| Niebieski                                                             | Ukończył, nie punktował (w klasyfikacji generalnej, gdy nie zdobył co najmniej jednego punktu na przestrzeni sezonu)                      |
| Czerwony                                                              | Nie zakwalifikował się (NZ) |
| Czerwony                                                              | Nie prekwalifikował się (NPK) |
| Różowy                                                                | Nie ukończył (NU) |
| Różowy                                                                | Niesklasyfikowany (NS) (w klasyfikacji generalnej, gdy nie został sklasyfikowany w żadnym wyścigu sezonu)                                 |
| Czarny                                                                | Zdyskwalifikowany (DK) |
| Czarny                                                                | Wykluczony (WYK/EX) |
| Biały                                                                 | Nie wystartował (NW) |
| Biały                                                                 | Kontuzjowany (K/INJ) |
| Biały                                                                 | Wyścig odwołany (OD/C) |
| Bez koloru                                                            | Został wycofany (WYC/WD) |
| Bez koloru                                                            | Nie przybył (NP/DNA) |
| Bez koloru                                                            | Nie brał udziału w treningach (NT/DNP) |
| Bez koloru                                                            | Nie został zgłoszony (–) |
| Pogrubienie                                                           | Start z pole position |
| Kursywa                                                               | Najszybsze okrążenie wyścigu |
| †                                                                     | Nie ukończył, ale jego rezultat został zaliczony ze względu na przejechanie więcej niż 90% dystansu wyścigu.                              |
| *                                                                     | Sezon w trakcie |
| 1/2/3                                                                 | Punktowana pozycja w sprincie kwalifikacyjnym                                                                                             |
| Lista systemów punktacji Formuły 1                                    | |

| 1995                                                                           | Benetton-Renault | Michael Schumacher   | 1   | 3   | NU  | 1   | 1   | 5   | 1   | NU  | 1   | 11  | 1   | NU  | 2   | 1   | 1   | 1   | NU  | 102    | 1       | 137    | 1       |
| 1995                                                                           | Benetton-Renault | Johnny Herbert       | NU  | 4   | 7   | 2   | 4   | NU  | NU  | 1   | 4   | 4   | 7   | 1   | 7   | 5   | 6   | 3   | NU  | 45     | 4       | 137    | 1       |
| Sezon                                                                          | Konstruktor      | Kierowcy             | AUS | BRA | ARG | EUR | SMR | MON | ESP | CAN | FRA | GBR | GER | HUN | BEL | ITA | POR | JPN |     | Punkty | Pozycja | Punkty | Pozycja |
| 1996                                                                           | Benetton-Renault | Jean Alesi           | NU  | 2   | 3   | NU  | 6   | NU  | 2   | 3   | 3   | NU  | 2   | 3   | 4   | 2   | 4   | NU  |     | 47     | 4       | 68     | 3       |
| 1996                                                                           | Benetton-Renault | Gerhard Berger       | 4   | NU  | NU  | 9   | 3   | NU  | NU  | NU  | 4   | 2   | 13† | NU  | 6   | NU  | 6   | 4   |     | 21     | 6       | 68     | 3       |
| Sezon                                                                          | Konstruktor      | Kierowcy             | AUS | BRA | ARG | SMR | MON | ESP | CAN | FRA | GBR | GER | HUN | BEL | ITA | AUT | LUX | JPN | EUR | Punkty | Pozycja | Punkty | Pozycja |
| 1997                                                                           | Benetton-Renault | Jean Alesi           | NU  | 6   | 7   | 5   | NU  | 3   | 2   | 5   | 2   | 6   | 11  | 8   | 2   | NU  | 2   | 5   | 13  | 36     | 4       | 67     | 3       |
| 1997                                                                           | Benetton-Renault | Gerhard Berger       | 4   | 2   | 6   | NU  | 9   | 10  | -   | -   | -   | 1   | 8   | 6   | 7   | 10  | 4   | 8   | 4   | 27     | 5       | 67     | 3       |
| 1997                                                                           | Benetton-Renault | Alexander Wurz       | -   | -   | -   | -   | -   | -   | NU  | NU  | 3   | -   | -   | -   | -   | -   | -   | -   | -   | 4      | 14      | 67     | 3       |
| W latach 1998-2000 Renault nie dostarczało silników dla Benettona w Formule 1. |                  |                      |     |     |     |     |     |     |     |     |     |     |     |     |     |     |     |     |     |        |         |        |         |
| Sezon                                                                          | Konstruktor      | Kierowcy             | AUS | MYS | BRA | SMR | ESP | AUT | MON | CAN | EUR | FRA | GBR | GER | HUN | BEL | ITA | USA | JPN | Punkty | Pozycja | Punkty | Pozycja |
| 2001                                                                           | Benetton-Renault | Giancarlo Fisichella | 13  | NU  | 6   | NU  | 14  | NU  | NU  | NU  | 11  | 11  | 13  | 4   | NU  | 3   | 10  | 8   | 17† | 8      | 11      | 10     | 7       |
| 2001                                                                           | Benetton-Renault | Jenson Button        | 14† | 11  | 10  | 12  | 15  | NU  | 7   | NU  | 13  | 16† | 15  | 5   | NU  | NU  | NU  | 9   | 7   | 2      | 17      | 10     | 7       |

### Red Bull
| Legenda oznaczeń w tabelach wyników Wyświetl szablon na nowej stronie | Legenda oznaczeń w tabelach wyników Wyświetl szablon na nowej stronie                                                                     |
| Oznaczenie                                                            | Wyjaśnienie |
| --------------------------------------------------------------------- | --- |
| Złoty                                                                 | Zwycięzca lub mistrzostwo |
| Srebrny                                                               | 2. miejsce lub wicemistrzostwo |
| Brązowy                                                               | 3. miejsce lub II wicemistrzostwo |
| Zielony                                                               | Ukończył, punktował (w klasyfikacji generalnej, gdy zdobył co najmniej jeden punkt na przestrzeni sezonu, poza trzema powyższymi opcjami) |
| Niebieski                                                             | Ukończył, nie punktował (w klasyfikacji generalnej, gdy nie zdobył co najmniej jednego punktu na przestrzeni sezonu)                      |
| Czerwony                                                              | Nie zakwalifikował się (NZ) |
| Czerwony                                                              | Nie prekwalifikował się (NPK) |
| Różowy                                                                | Nie ukończył (NU) |
| Różowy                                                                | Niesklasyfikowany (NS) (w klasyfikacji generalnej, gdy nie został sklasyfikowany w żadnym wyścigu sezonu)                                 |
| Czarny                                                                | Zdyskwalifikowany (DK) |
| Czarny                                                                | Wykluczony (WYK/EX) |
| Biały                                                                 | Nie wystartował (NW) |
| Biały                                                                 | Kontuzjowany (K/INJ) |
| Biały                                                                 | Wyścig odwołany (OD/C) |
| Bez koloru                                                            | Został wycofany (WYC/WD) |
| Bez koloru                                                            | Nie przybył (NP/DNA) |
| Bez koloru                                                            | Nie brał udziału w treningach (NT/DNP) |
| Bez koloru                                                            | Nie został zgłoszony (–) |
| Pogrubienie                                                           | Start z pole position |
| Kursywa                                                               | Najszybsze okrążenie wyścigu |
| †                                                                     | Nie ukończył, ale jego rezultat został zaliczony ze względu na przejechanie więcej niż 90% dystansu wyścigu.                              |
| *                                                                     | Sezon w trakcie |
| 1/2/3                                                                 | Punktowana pozycja w sprincie kwalifikacyjnym                                                                                             |
| Lista systemów punktacji Formuły 1                                    | |

| Sezon | Konstruktor             | Kierowcy         | Wyniki w poszczególnych eliminacjach | Wyniki w poszczególnych eliminacjach | Wyniki w poszczególnych eliminacjach | Wyniki w poszczególnych eliminacjach | Wyniki w poszczególnych eliminacjach | Wyniki w poszczególnych eliminacjach | Wyniki w poszczególnych eliminacjach | Wyniki w poszczególnych eliminacjach | Wyniki w poszczególnych eliminacjach | Wyniki w poszczególnych eliminacjach | Wyniki w poszczególnych eliminacjach | Wyniki w poszczególnych eliminacjach | Wyniki w poszczególnych eliminacjach | Wyniki w poszczególnych eliminacjach | Wyniki w poszczególnych eliminacjach | Wyniki w poszczególnych eliminacjach | Wyniki w poszczególnych eliminacjach | Wyniki w poszczególnych eliminacjach | Wyniki w poszczególnych eliminacjach | Wyniki kierowców | Wyniki kierowców | Wyniki konstruktora | Wyniki konstruktora |
| Sezon | Konstruktor             | Kierowcy         | AUS                                  | MYS                                  | BHR                                  | ESP                                  | MCO                                  | CAN                                  | USA                                  | FRA                                  | GBR                                  | EUR                                  | HUN                                  | TUR                                  | ITA                                  | BEL                                  | JPN                                  | CHN                                  | BRA                                  |                                      |                                      | Punkty           | Pozycja          | Punkty              | Pozycja             |
| ----- | ----------------------- | ---------------- | ------------------------------------ | ------------------------------------ | ------------------------------------ | ------------------------------------ | ------------------------------------ | ------------------------------------ | ------------------------------------ | ------------------------------------ | ------------------------------------ | ------------------------------------ | ------------------------------------ | ------------------------------------ | ------------------------------------ | ------------------------------------ | ------------------------------------ | ------------------------------------ | ------------------------------------ | ------------------------------------ | ------------------------------------ | ---------------- | ---------------- | ------------------- | ------------------- |
| 2007  | Red Bull-Renault        | David Coulthard  | NU                                   | NU                                   | NU                                   | 5                                    | 14                                   | NU                                   | NU                                   | 13                                   | 11                                   | 5                                    | 11                                   | 10                                   | NU                                   | NU                                   | 4                                    | 8                                    | 9                                    |                                      |                                      | 14               | 10               | 24                  | 5                   |
| 2007  | Red Bull-Renault        | Mark Webber      | 13                                   | 10                                   | NU                                   | NU                                   | NU                                   | 9                                    | 7                                    | 12                                   | NU                                   | 3                                    | 9                                    | NU                                   | 9                                    | 7                                    | NU                                   | 10                                   | NU                                   |                                      |                                      | 10               | 12               | 24                  | 5                   |
| Sezon | Konstruktor             | Kierowcy         | AUS                                  | MYS                                  | BHR                                  | ESP                                  | MCO                                  | TUR                                  | CAN                                  | FRA                                  | GBR                                  | DEU                                  | HUN                                  | EUR                                  | BEL                                  | ITA                                  | SGP                                  | JPN                                  | CHN                                  | BRA                                  |                                      | Punkty           | Pozycja          | Punkty              | Pozycja             |
| 2008  | Red Bull-Renault        | David Coulthard  | NU                                   | 9                                    | 18                                   | 12                                   | 9                                    | NU                                   | 3                                    | 9                                    | NU                                   | 13                                   | 17                                   | 11                                   | 11                                   | 16                                   | 7                                    | NU                                   | 10                                   | NU                                   |                                      | 8                | 16               | 29                  | 7                   |
| 2008  | Red Bull-Renault        | Mark Webber      | NU                                   | 7                                    | 7                                    | 5                                    | 7                                    | 4                                    | 12                                   | 6                                    | 10                                   | NU                                   | 9                                    | 12                                   | 8                                    | 8                                    | NU                                   | 8                                    | 14                                   | 9                                    |                                      | 21               | 11               | 29                  | 7                   |
| Sezon | Konstruktor             | Kierowcy         | AUS                                  | MYS                                  | CHN                                  | BHR                                  | ESP                                  | MCO                                  | TUR                                  | GBR                                  | DEU                                  | HUN                                  | EUR                                  | BEL                                  | ITA                                  | SGP                                  | JPN                                  | BRA                                  | ARE                                  |                                      |                                      | Punkty           | Pozycja          | Punkty              | Pozycja             |
| 2009  | Red Bull-Renault        | Mark Webber      | 12                                   | 6                                    | 2                                    | 11                                   | 3                                    | 5                                    | 2                                    | 2                                    | 1                                    | 3                                    | 9                                    | 9                                    | NU                                   | NU                                   | 17                                   | 1                                    | 2                                    |                                      |                                      | 69,5             | 4                | 153,5               | 2                   |
| 2009  | Red Bull-Renault        | Sebastian Vettel | 13†                                  | 15                                   | 1                                    | 2                                    | 4                                    | NU                                   | 3                                    | 1                                    | 2                                    | NU                                   | NU                                   | 3                                    | 8                                    | 4                                    | 1                                    | 4                                    | 1                                    |                                      |                                      | 84               | 2                | 153,5               | 2                   |
| Sezon | Konstruktor             | Kierowcy         | BHR                                  | AUS                                  | MAL                                  | CHN                                  | ESP                                  | MON                                  | TUR                                  | CAN                                  | ESP                                  | GBR                                  | DEU                                  | HUN                                  | BEL                                  | ITA                                  | SGP                                  | JPN                                  | KOR                                  | BRA                                  | ZEA                                  | Punkty           | Pozycja          | Punkty              | Pozycja             |
| 2010  | Red Bull-Renault        | Sebastian Vettel | 4                                    | NU                                   | 1                                    | 6                                    | 3                                    | 2                                    | NU                                   | 4                                    | 1                                    | 7                                    | 3                                    | 3                                    | 11                                   | 4                                    | 2                                    | 1                                    | NU                                   | 1                                    | 1                                    | 256              | 1                | 498                 | 1                   |
| 2010  | Red Bull-Renault        | Mark Webber      | 8                                    | 9                                    | 2                                    | 8                                    | 1                                    | 1                                    | 3                                    | 5                                    | NU                                   | 1                                    | 6                                    | 1                                    | 2                                    | 6                                    | 3                                    | 2                                    | NU                                   | 2                                    | 8                                    | 242              | 3                | 498                 | 1                   |
| Sezon | Konstruktor             | Kierowcy         | AUS                                  | MYS                                  | CHN                                  | TUR                                  | ESP                                  | MCO                                  | CAN                                  | EUR                                  | GBR                                  | DEU                                  | HUN                                  | BEL                                  | ITA                                  | SGP                                  | JPN                                  | KOR                                  | IND                                  | ARE                                  | BRA                                  | Punkty           | Pozycja          | Punkty              | Pozycja             |
| 2011  | Red Bull Racing-Renault | Sebastian Vettel | 1                                    | 1                                    | 2                                    | 1                                    | 1                                    | 1                                    | 2                                    | 1                                    | 2                                    | 4                                    | 2                                    | 1                                    | 1                                    | 1                                    | 3                                    | 1                                    | 1                                    | NU                                   | 2                                    | 392              | 1                | 650                 | 1                   |
| 2011  | Red Bull Racing-Renault | Mark Webber      | 5                                    | 4                                    | 3                                    | 2                                    | 4                                    | 4                                    | 3                                    | 3                                    | 3                                    | 3                                    | 5                                    | 2                                    | NU                                   | 3                                    | 4                                    | 3                                    | 4                                    | 4                                    | 1                                    | 258              | 3                | 650                 | 1                   |

## Kierowcy
|     | Kierowca              | Sezony                        | Starty | PP | Wygrane | MŚ         | Zespół   |
| --- | --------------------- | ----------------------------- | ------ | -- | ------- | ---------- | -------- |
| GBR | Nigel Mansell         | 1983, 1984, 1991, 1992 i 1994 | 59     | 18 | 15      | 1992       | prywatny |
| ITA | Elio de Angelis       | 1983-1985                     | 47     | 3  | 1       |            | prywatny |
| BRA | Ayrton Senna          | 1985-1986 i 1994              | 35     | 18 | 4       |            | prywatny |
| GBR | Johnny Dumfries       | 1986                          | 16     | 0  | 0       |            | prywatny |
| FRA | François Hesnault     | 1984-1985                     | 17     | 0  | 0       |            | prywatny |
| ITA | Andrea de Cesaris     | 1984-1985                     | 27     | 0  | 0       |            | prywatny |
| FRA | Philippe Streiff      | 1984-1986                     | 22     | 0  | 0       |            | prywatny |
| FRA | Jacques Laffite       | 1985-1986                     | 24     | 0  | 0       |            | prywatny |
| FRA | René Arnoux           | 1986                          | 16     | 0  | 0       |            | prywatny |
| FRA | Philippe Alliot       | 1986                          | 7      | 0  | 0       |            | prywatny |
| BEL | Thierry Boutsen       | 1989-1990, 1992               | 48     | 1  | 3       |            | prywatny |
| FRA | Érik Comas            | 1992                          | 15     | -  | -       |            | prywatny |
| GBR | Martin Brundle        | 1985-1986, 1993               | 48     | -  | -       |            | prywatny |
| GBR | Mark Blundell         | 1993                          | 16     | -  | -       |            | prywatny |
| FRA | Éric Bernard          | 1994                          | 13     | -  | -       |            | prywatny |
| GBR | Johnny Herbert        | 1994-1995                     | 18     | -  | -       |            | prywatny |
| FRA | Franck Lagorce        | 1994                          | 2      | -  | -       |            | prywatny |
| FRA | Olivier Panis         | 1994                          | 16     | -  | -       |            | prywatny |
| SWE | Stefan Johansson      | 1985                          | 1      | -  | -       |            | prywatny |
| DEU | Stefan Bellof         | 1985                          | 10     | -  | -       |            | prywatny |
| ITA | Ivan Capelli          | 1985                          | 2      | -  | -       |            | prywatny |
| ITA | Riccardo Patrese      | 1989-1992                     | 64     | 6  | 4       |            | prywatny |
| FRA | Alain Prost           | 1993                          | 16     | 13 | 7       | 1993       | prywatny |
| GBR | Damon Hill            | 1993-1996                     | 65     | 14 | 21      | 1996       | prywatny |
| GBR | David Coulthard       | 1995-2007-2008                | 52     | 5  | 1       |            | prywatny |
| CAN | Jacques Villeneuve    | 1996-1997                     | 33     | 10 | 11      | 1997       | prywatny |
| DEU | Heinz-Harald Frentzen | 1997                          | 17     | -  | 1       |            | prywatny |
| DEU | Michael Schumacher    | 1995                          | 17     | 4  | 9       | 1995       | prywatny |
| FRA | Jean Alesi            | 1996-1997                     | 17     | 1  | -       |            | prywatny |
| AUT | Gerhard Berger        | 1996-1997                     | 30     | 1  | 1       |            | prywatny |
| AUT | Alexander Wurz        | 1997                          | 3      | -  | -       |            | prywatny |
| ITA | Giancarlo Fisichella  | 2001                          | 17     | -  | -       |            | prywatny |
| GBR | Jenson Button         | 2001                          | 17     | -  | -       |            | prywatny |
| AUS | Mark Webber           | od 2007                       | 91     | 7  | 7       |            | prywatny |
| DEU | Sebastian Vettel      | od 2009                       | 55     | 26 | 20      | 2010, 2011 | prywatny |
| FIN | Heikki Kovalainen     | od 2011                       | 15     | -  | -       |            | prywatny |
| ITA | Jarno Trulli          | od 2011                       | 15     | -  | -       |            | prywatny |
| IND | Karun Chandhok        | od 2011                       | 1      | -  | -       |            | prywatny |